# Contea di McLean (Illinois)
La contea di McLean (in inglese McLean County) è una contea dello Stato dell'Illinois, negli Stati Uniti. La popolazione al censimento del 2000 era di 150 433 abitanti. Il capoluogo di contea è Bloomington.